# Spoorlijn Trilport - Bazoches
De spoorlijn Trilport - Bazoches is een spoorlijn die de plaatsen Trilport en Bazoches verbindt via La Ferté-Milon. De lijn is oorspronkelijk aangelegd als verbindingslijn tussen de spoorlijnen Parijs - Straatsburg en Soissons - Givet. De lijn is 74 km lang en heeft als lijnnummer 072 000.

## Geschiedenis

### Chronologie
- 21 november 1885: Opening van de sectie La Ferté-Milon - Oulchy-Breny
- 1 juni 1894: Opening van de secties Trilport - La-Ferté-Milon en Oulchy-Breny - Bazoches

## Beschrijving
Historisch maakte zij deel van lijn 2 (Parijs - Trilport - Reims - Charleville-Mézières - Longwy) in de oude spoorlijnnummering in Oost-Frankrijk. Het aantal reizigers daalde aanzienlijk na de elektrificatie van de lijn Épernay - Reims in mei 1962, die sindsdien wordt gebruikt als route tussen Parijs en de Ardennen.

## Stations op de lijn
Van de oorspronkelijke 12 stations aan de lijn zijn er vanaf 2016 nog 6 in gebruik. Er stoppen geen reizigerstreinen meer op de stations vanaf La Ferté-Milon.

## Treindienst
De exploitatie van de lijn is in twee stukken geknipt: Trilport - La Ferté-Milon en La Ferté-Milon - Bazoches. Het tweede gedeelte is sinds 2016 niet meer in gebruik voor personenvervoer.
Op het traject (Parijs-) Meaux - Trilport - La Ferté-Milon is de dienst in handen van Transilien. Ten zuiden van La Ferté-Milon rijden zij elk uur (behalve op zondagochtend, dan elke twee uur) een trein tussen Meaux en La Ferté-Milon, in de spits aangevuld met treinen Parijs - La Ferté-Milon. Deze spitstreinen rijden alleen in de spitsrichting ('s ochtends naar Parijs, 's avonds naar La Ferté-Milon) en rijden non-stop tussen Parijs en Meaux. Er wordt gebruikgemaakt van B 82500 "Bi-Bi" treinstellen welke op elektrificeerde baanvakken gebruikmaken van de bovenleiding en verder van dieselaandrijving, maar de spitstreinen worden gereden met BB 67400-locomotieven gekoppeld aan RIB-treinstammen vanwege capaciteitsgebrek en een tekort aan B 82500-treinstellen.
| Serie   | Treinsoort        | Route | Bijzonderheden |
| ------- | ----------------- | --- | -------------- |
| Trans P | Transilien (SNCF) | [ Paris Est – [ Esbly – Meaux ] / [ Meaux – [ Château-Thierry ] / [ La Ferté-Milon ] ] / [ [ Coulommiers ] / [ Provins ] ] ] / [ Esbly – Crécy-la-Chapelle ] |                |

## Aansluitingen
In de volgende plaatsen is of was er een aansluiting op de volgende spoorlijnen:
Trilport
RFN 070 000, spoorlijn tussen Noisy-le-Sec en Strasbourg-Ville
Lizy-sur-Ourcq
RFN 072 311, raccordement van Ocquerre
Mareuil-sur-Ourcq
RFN 227 000, spoorlijn tussen Ormoy-Villers en Mareuil-sur-Ourcq
La-Ferté-Milon
RFN 233 000, spoorlijn tussen Rethondes en La Ferté-Milon
Oulchy-Breny
RFN 073 000, spoorlijn tussen Château-Thierry en Oulchy-Breny
Bazoches
RFN 205 000, spoorlijn tussen Soissons en Givet